# Список самых высоких зданий Калифорнии
Ниже представлен список зданий американского штата Калифорния высотой 400 футов (121,9 метров) и более — на 2015 год их насчитывается 94 штуки. Самое высокое здание штата — Башня Банка США, имеющее высоту 310,3 метров, что делает его 12-м по высоте во всех США и 70-м по высоте зданием в мире. Все перечисленные в этом списке небоскрёбы расположены в пяти городах Калифорнии: Лос-Анджелесе (10 из 12 самых высоких зданий штата), Сан-Франциско, Сан-Диего (с 40-й строчки), Сакраменто (с 76-й строчки — два здания в списке) и Окленде (90-я строчка — единственное здание в списке). В таких достаточно крупных городах как Лонг-Бич, Фресно и Сан-Хосе ни одного здания выше 400 футов нет. Из первых 48-ми самых высоких зданий штата лишь три были построены после 1992 года.

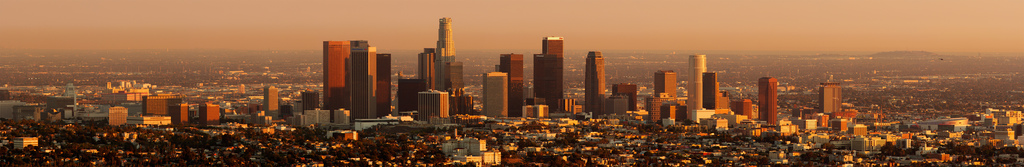
Панорама Лос-Анджелеса, 2006 год.

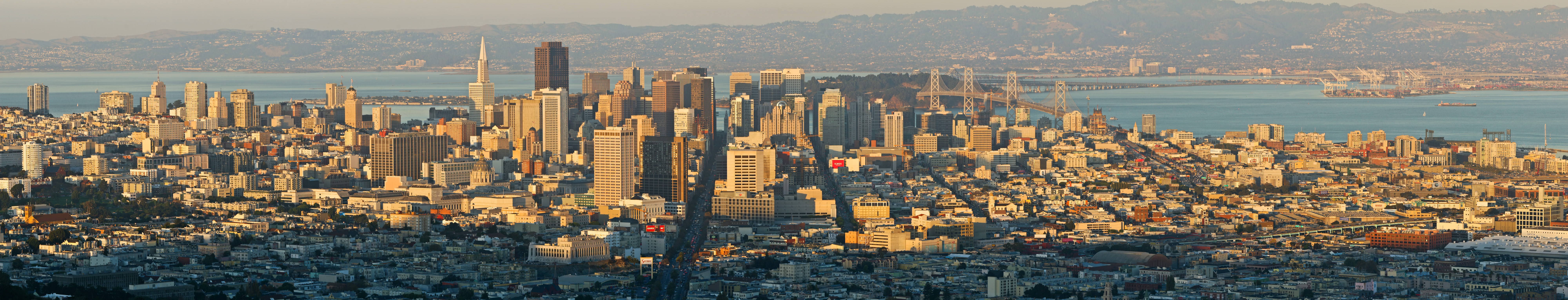
Панорама Сан-Франциско, 2006 год.

## Список

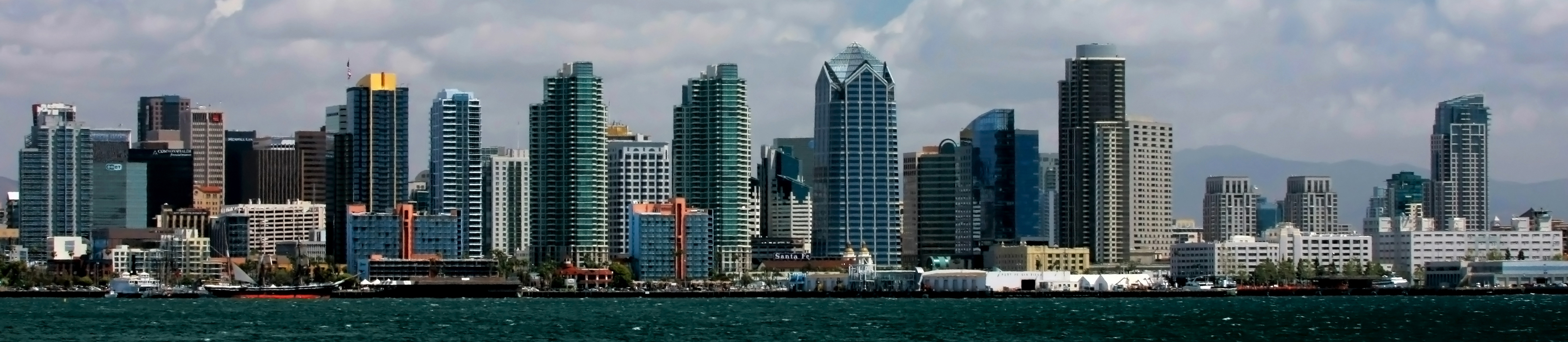
Панорама Сан-Диего, 2009 год. В 1970-х годах Федеральное управление гражданской авиации США запретило возводить в городе здания и сооружения выше 500 футов (152,4 м) в связи с близостью аэропорта.

По убыванию высоты. Знак равенства = после порядкового номера означает, что несколько зданий имеют одинаковую высоту.
| № п/п | Название                           | Город         | Фото | Высота без шпилей и антенн, м. | Надземных этажей | Год окончания постройки | Комментарии, примечания, ссылки |
| ----- | ---------------------------------- | ------------- | ---- | ------------------------------ | ---------------- | ----------------------- | --- |
| 1     | Башня Банка США                    | Лос-Анджелес  |      | 310,3                          | 73               | 1989                    | Самое высокое здание Лос-Анджелеса и Калифорнии с 1989 года, 12-е по высоте в США, 70-е по высоте в мире, самое высокое здание Западного побережья, самое высокое здание с вертолётной площадкой (англ. helipad) на крыше. Ранее известно как «Библиотечная башня» и First Interstate World Center. |
| 2     | Аон-центр                          | Лос-Анджелес  |      | 261,5                          | 62               | 1973                    | 34-е по высоте здание в США, 180-е по высоте в мире, самое высокое здание западнее Миссисипи с 1973 по 1982 год. Также известно как 707 Wilshire Tower. |
| 3     | Трансамерика                       | Сан-Франциско |      | 260,0                          | 48               | 1972                    | Самое высокое здание Сан-Франциско с 1972 года, 35-е по высоте здание в США, 190-е по высоте в мире, самое высокое здание Западного побережья с 1972 по 1974 год. Также известно как «Шпиль». |
| 4     | 555 California Street              | Сан-Франциско |      | 237,4                          | 52               | 1969                    | 60-е по высоте здание в США, самое высокое здание Западного побережья с 1969 по 1972 год. С 1969 по 2005 год было известно как «Здание Банка Америки». |
| 5     | Two California Plaza               | Лос-Анджелес  |      | 228,6                          | 52               | 1992                    | 75-е по высоте здание в США. |
| 6     | Gas Company Tower                  | Лос-Анджелес  |      | 228,3                          | 52               | 1991                    | 80-е по высоте здание в США. Также известно под названием the SoCal Gas Center |
| 7     | Bank of America Center             | Лос-Анджелес  |      | 224,0                          | 55               | 1974                    | 96-е по высоте здание в США. Ранее известно под названиями Security Pacific Bank Building, BP Plaza и ARCO Center. |
| 8     | 777 Tower                          | Лос-Анджелес  |      | 221,0                          | 52               | 1991                    | Также известно под названиями Citicorp Center и Pelli Tower. |
| 9     | Wells Fargo Tower                  | Лос-Анджелес  |      | 220,4                          | 54               | 1983                    | Также известно под названиями Crocker Center North и Wells Fargo Center I. Образует единый комплекс Wells Fargo Center с другим небоскрёбом, KPMG Tower (№ 29 в данном списке). |
| 10    | Figueroa at Wilshire               | Лос-Анджелес  |      | 218,5                          | 53               | 1990                    | Ранее известно под названиями Mitsui Fudoson Tower, Sanwa Bank Plaza и United California Bank. |
| 11=   | City National Tower                | Лос-Анджелес  |      | 213,1                          | 52               | 1972                    | Ранее известно под названиями ARCO Plaza South Tower и Bank of America Tower. Вместе с башней-близнецом Paul Hastings Tower (также № 11 в данном списке) образуют комплекс City National Plaza, также известный как ARCO Plaza и Atlantic Richfield Towers.                                         |
| 11=   | Paul Hastings Tower                | Лос-Анджелес  |      | 213,1                          | 52               | 1972                    | Ранее известно под названиями ARCO Plaza North Tower. Вместе с башней-близнецом City National Tower (также № 11 в данном списке) образуют комплекс City National Plaza, также известный как ARCO Plaza и Atlantic Richfield Towers.                                                                 |
| 13    | L. A. Live Hotels & Condominiums   | Лос-Анджелес  |      | 203                            | 54               | 2010                    | В здании расположены гостиницы и жилые квартиры. Самое высокое здание комплекса L. A. Live. Также известно под названием Los Angeles Convention Center Hotel. |
| 14    | Башня Тысячелетия                  | Сан-Франциско |      | 196,6                          | 58               | 2009                    | |
| 15    | 345 California Center              | Сан-Франциско |      | 193,9                          | 48               | 1986                    | Ранее известно под названиями California Center и Mandarin Oriental Hotel. |
| 16    | Citigroup Center                   | Лос-Анджелес  |      | 190,5                          | 48               | 1979                    | Ранее известно под названиями 444 Flower Building, Wells Fargo Bank и 444 Plaza Building. |
| 17    | 611 Place                          | Лос-Анджелес  |      | 189,0                          | 42               | 1967                    | Также известно под названиями Crocker-Citizen Plaza и AT&T Center. |
| 18    | One Rincon Hill                    | Сан-Франциско |      | 184,4                          | 54               | 2008                    | Самое высокое жилое здание Сан-Франциско. Официальное полное название — One Rincon Hill, South Tower, также известно под названием Phase I. |
| 19=   | 50 Fremont Center                  | Сан-Франциско |      | 183,0                          | 43               | 1985                    | |
| 19=   | 101 California Street              | Сан-Франциско |      | 183,0                          | 48               | 1982                    | Ранее известно под названием Itel Building. |
| 21    | One California Plaza               | Лос-Анджелес  |      | 176,2                          | 42               | 1985                    | |
| 22    | Chevron Tower                      | Сан-Франциско |      | 174,7                          | 40               | 1975                    | Также известно под названием Standard Oil Building. Вместе с небоскрёбом 555 Market Street высотой 94,8 м (в данный список не включён) образует комплекс «Маркет Центр». |
| 23=   | Century Plaza Tower I              | Лос-Анджелес  |      | 174,0                          | 44               | 1975                    | Вместе с башней-близнецом Century Plaza Tower II образует комплекс Century Plaza Towers. |
| 23=   | Century Plaza Tower II             | Лос-Анджелес  |      | 174,0                          | 44               | 1975                    | Вместе с башней-близнецом Century Plaza Tower I образует комплекс Century Plaza Towers. |
| 25    | Four Embarcadero Center            | Сан-Франциско |      | 173,7                          | 45               | 1982                    | Вместе с шестью другими зданиями образует комплекс Embarcadero Center. Кроме данного небоскрёба, ещё четыре здания этого комплекса имеют высоту более 120 метров и включены в данный список под номерами 26, 85 (два здания) и 90.                                                                  |
| 26    | One Embarcadero Center             | Сан-Франциско |      | 173,4                          | 45               | 1971                    | Вместе с шестью другими зданиями образует комплекс Embarcadero Center. Кроме данного небоскрёба, ещё четыре здания этого комплекса имеют высоту более 120 метров и включены в данный список под номерами 25, 85 (два здания) и 90.                                                                  |
| 27    | 44 Montgomery                      | Сан-Франциско |      | 172,2                          | 43               | 1967                    | Самое высокое здание штата с 1967 по 1969 год. |
| 28    | Башня «Копьё»                      | Сан-Франциско |      | 172,0                          | 43               | 1976                    | Также известно под названием Del Monte Building. Вместе с Башней «Стюарт» (111 м) образует комплекс One Market Plaza. |
| 29    | KPMG Tower                         | Лос-Анджелес  |      | 170,7                          | 45               | 1983                    | Также известно под названиями Wells Fargo Center II, IBM Tower и Crocker Center South. Образует единый комплекс Wells Fargo Center с другим небоскрёбом, Wells Fargo Tower (№ 9 в данном списке).                                                                                                   |
| 30    | One Sansome Street                 | Сан-Франциско |      | 168,0                          | 43               | 1984                    | Также известно под названиями Citigroup Center и Citicorp Center. |
| 31    | One Front Street                   | Сан-Франциско |      | 164,0                          | 38               | 1979                    | Также известно под названием Shaklee Terraces. |
| 32    | Ernst & Young Plaza                | Лос-Анджелес  |      | 162,8                          | 42               | 1985                    | |
| 33    | SunAmerica Center                  | Лос-Анджелес  |      | 162,5                          | 39               | 1990                    | Ранее известно под названием AIG–SunAmerica Center. |
| 34=   | First Market Tower                 | Сан-Франциско |      | 161,2                          | 39               | 1973                    | |
| 34=   | McKesson Plaza                     | Сан-Франциско |      | 161,2                          | 38               | 1969                    | Также известно под названиями Crocker Plaza Building и Aetna Life & Casualty Building. |
| 36    | 425 Market Street                  | Сан-Франциско |      | 160,0                          | 38               | 1973                    | Также известно под названиями 1 Metropolitan Life Plaza и 1 Metro Plaza. |
| 37    | TCW Tower                          | Лос-Анджелес  |      | 157,6                          | 39               | 1990                    | Также известно под названием Trust Company of the West Tower. |
| 38    | Union Bank Plaza                   | Лос-Анджелес  |      | 157,3                          | 40               | 1968                    | Также известно под названиями UBC Plaza, Union Bank of California Building и Bunker Hill Square. |
| 39    | 10 Universal City Plaza            | Лос-Анджелес  |      | 154,2                          | 36               | 1984                    | Самое высокое здание долины Сан-Фернандо. Также известно под названиями 10 UCP, Getty Oil Building и MCA-Getty Building. |
| 40=   | One America Plaza                  | Сан-Диего     |      | 152,4                          | 34               | 1991                    | Самое высокое здание Сан-Диего с 1991 года. |
| 40=   | Post Montgomery Center             | Сан-Франциско |      | 152,4                          | 38               | 1982                    | Также известно под названиями Montgomery Tower и Montgomery Center; ранее известно под названиями Pacific Telesis Tower и Pacific Telesis Center. |
| 42    | Башни «Симфония»                   | Сан-Диего     |      | 152,0                          | 34               | 1989                    | |
| 43    | Гостиница «Манчестер Гранд Хайатт» | Сан-Диего     |      | 151,5                          | 40               | 1992                    | Самое высокое здание на береговой линии Западного побережья. Вместе со вторым корпусом Manchester Grand Hyatt Seaport (высота 136 м, № 68 в данном списке) образует комплекс «Манчестер Гранд Хайатт Сан-Диего».                                                                                    |
| 44    | 1100 Wilshire                      | Лос-Анджелес  |      | 151,2                          | 35               | 1987                    | Самое высокое жилое здание Лос-Анджелеса. Также известно под названиями WTC Building и Wilshire Financial Building. |
| 45    | 333 Bush Street                    | Сан-Франциско |      | 150,9                          | 43               | 1986                    | |
| 46    | Hilton San Francisco Union Square  | Сан-Франциско |      | 150,3                          | 46               | 1971                    | Самая высокая гостиница Сан-Франциско. Вместе со вторым корпусом (высота 106 м, в данный список не включён) образует комплекс Hilton San Francisco & Towers. |
| 47=   | Fox Plaza                          | Лос-Анджелес  |      | 150,0                          | 34               | 1987                    | Также известно под названием 20th Century Fox Plaza. |
| 47=   | Pacific Gas & Electric Building    | Сан-Франциско |      | 150,0                          | 34               | 1971                    | Также известно под названиями PG&E Building и PG&E Headquarters. |
| 49    | Constellation Place                | Лос-Анджелес  |      | 149,5                          | 35               | 2003                    | Ранее известно под названием MGM Tower. |
| 50=   | 50 California Street               | Сан-Франциско |      | 148,4                          | 37               | 1972                    | Также известно под названием Union Bank Building. |
| 50=   | 555 Mission Street                 | Сан-Франциско |      | 148,4                          | 33               | 2008                    | |
| 52    | St. Regis Museum Tower             | Сан-Франциско |      | 147,5                          | 42               | 2005                    | Также известно под названием St. Regis San Francisco. |
| 53    | «Век»                              | Лос-Анджелес  |      | 145,7                          | 42               | 2009                    | |
| 54    | 100 Pine Center                    | Сан-Франциско |      | 145,1                          | 33               | 1972                    | Также известно под названием Continental Insurance Building. |
| 55    | 45 Fremont Street                  | Сан-Франциско |      | 145,0                          | 34               | 1978                    | |
| 56    | «Электра»                          | Сан-Диего     |      | 144,8                          | 43               | 2008                    | Самое высокое жилое здание Сан-Диего. Также известно под названиями Station B Condominiums и Power Station Tower. |
| 57    | 333 Market Street                  | Сан-Франциско |      | 144,0                          | 33               | 1979                    | |
| 58    | 650 California Street              | Сан-Франциско |      | 142,0                          | 34               | 1964                    | Самое высокое здание штата с 1964 по 1967 год. Также известно под названием Hartford Building. |
| 59    | ARCO Tower                         | Лос-Анджелес  |      | 140,8                          | 33               | 1989                    | |
| 60=   | Ратуша Лос-Анджелеса               | Лос-Анджелес  |      | 138,4                          | 27               | 1928                    | Самое высокое здание штата с 1928 по 1964 год. Самое высокое здание в мире с сейсмической изоляцией. |
| 60=   | Equitable Life Building            | Лос-Анджелес  |      | 138,4                          | 34               | 1969                    | Также известно под названием Center Bank Building. |
| 62    | AT&T Center                        | Лос-Анджелес  |      | 137,8                          | 32               | 1965                    | Также известно под названиями SBC Tower, Transamerica Tower и Occidental Life Building. |
| 63=   | Emerald Plaza                      | Сан-Диего     |      | 137,2                          | 30               | 1990                    | |
| 63=   | Pinnacle Marina Tower              | Сан-Диего     |      | 137,2                          | 36               | 2005                    | Ранее известно под названием Pinnacle Museum Tower. |
| 63=   | «Бесконечность» — корпус 2         | Сан-Франциско |      | 137,2                          | 41               | 2009                    | Вместе с 1-м корпусом (высота 107 м, в данный список не включён) образует комплекс «Бесконечность». |
| 66    | AT&T Switching Center              | Лос-Анджелес  |      | 136,6                          | 17               | 1961                    | Полное официальное название — AT&T Madison Complex Tandem Office. Являясь телефонной станцией, обслуживает 1,3 млн абонентов кода 213. Также известно под названиями AT&T Switching Center, PacBell Tower, Pacific Telephone Tower, SBC Building, SBC Communications Switching Station.             |
| 67    | 100 First Plaza                    | Сан-Франциско |      | 136,3                          | 27               | 1988                    | Также известно под названием Delta Dental Tower. |
| 68    | Manchester Grand Hyatt Seaport     | Сан-Диего     |      | 135,9                          | 34               | 2003                    | Вместе с основным корпусом (высота 151,5 м, № 43 в данном списке) образует комплекс «Манчестер Гранд Хайатт Сан-Диего». |
| 69    | 5900 Wilshire                      | Лос-Анджелес  |      | 135,2                          | 32               | 1971                    | Также известно под названиями Mutual Benefit Life Building, People's Bank Building и Variety Building. |
| 70    | One California                     | Сан-Франциско |      | 133,5                          | 32               | 1969                    | Также известно под названиями Airtouch Building и Mutual Benefit Life Building. |
| 71    | San Francisco Marriott Marquis     | Сан-Франциско |      | 132,9                          | 39               | 1989                    | Ранее известно под названием San Francisco Marriott. |
| 72    | 140 New Montgomery                 | Сан-Франциско |      | 132,7                          | 26               | 1925                    | Самое высокое здание штата с 1925 по 1928 год. Также известно как Pacific Telephone Building и PacBell Building. |
| 73    | Russ Building                      | Сан-Франциско |      | 132,6                          | 32               | 1927                    | |
| 74=   | Harbor Club West                   | Сан-Диего     |      | 129,2                          | 41               | 1992                    | Вместе с башней-близнецом Harbor Club East (также № 74 в данном списке) образует комплекс Harbor Club Condominiums. |
| 74=   | Harbor Club East                   | Сан-Диего     |      | 129,2                          | 41               | 1992                    | Вместе с башней-близнецом Harbor Club West (также № 74 в данном списке) образует комплекс Harbor Club Condominiums. |
| 76    | Wells Fargo Center                 | Сакраменто    |      | 128,9                          | 30               | 1992                    | Самое высокое здание Сакраменто. |
| 77=   | The Grande South at Santa Fe Place | Сан-Диего     |      | 128,0                          | 39               | 2004                    | Вместе «Северным корпусом» (также № 77 в данном списке) образует комплекс The Grande at Santa Fe Place. |
| 77=   | The Grande North at Santa Fe Place | Сан-Диего     |      | 128,0                          | 39               | 2005                    | Вместе «Южным корпусом» (также № 77 в данном списке) образует комплекс The Grande at Santa Fe Place. |
| 77=   | Vantage Pointe Condominium         | Сан-Диего     |      | 128,0                          | 41               | 2009                    | |
| 77=   | JPMorgan Chase Building            | Сан-Франциско |      | 128,0                          | 31               | 2002                    | |
| 77=   | The Paramount                      | Сан-Франциско |      | 128,0                          | 40               | 2002                    | |
| 82    | Providian Financial Building       | Сан-Франциско |      | 127,0                          | 30               | 1981                    | Также известно под названием Pacific Gateway Building. |
| 83    | Warner Center Plaza III            | Лос-Анджелес  |      | 126,5                          | 25               | 1991                    | Вместе с пятью другими зданиями (21, 20, 16, 12 и 10 этажей — все ниже 120 метров и в данный список не включены) образует комплекс Warner Center. |
| 84    | MCI Center                         | Лос-Анджелес  |      | 126,2                          | 31               | 1973                    | Также известно под названиями Broadway Plaza и Macy's Plaza. |
| 85=   | Three Embarcadero Center           | Сан-Франциско |      | 126,0                          | 31               | 1977                    | Также известно под названием Levi Strauss Building. Вместе с шестью другими зданиями образует комплекс Embarcadero Center. Кроме данного небоскрёба, ещё четыре здания этого комплекса имеют высоту более 120 метров и включены в данный список под номерами 25, 26 и 90.                           |
| 85=   | Two Embarcadero Center             | Сан-Франциско |      | 126,0                          | 30               | 1974                    | Вместе с шестью другими зданиями образует комплекс Embarcadero Center. Кроме данного небоскрёба, ещё четыре здания этого комплекса имеют высоту более 120 метров и включены в данный список под номерами 25, 26 и 90.                                                                               |
| 87    | First Allied Plaza                 | Сан-Диего     |      | 125,6                          | 23               | 2005                    | Ранее известно под названием Advanced Equities Plaza; ныне также известно как Broadway @ Kettner Office Tower. |
| 88    | 595 Market Street                  | Сан-Франциско |      | 125,0                          | 30               | 1979                    | |
| 89    | 123 Mission Street                 | Сан-Франциско |      | 124,0                          | 29               | 1986                    | Ранее известно под названием Pacific Gas & Electric Building. |
| 90    | Ordway Building                    | Окленд        |      | 123,1                          | 28               | 1970                    | Самое высокое здание Окленда. Также известно под названием One Kaiser Plaza. |
| 91=   | 101 Montgomery                     | Сан-Франциско |      | 123,0                          | 28               | 1984                    | Также известно под названием The Schwab Building. |
| 91=   | Embarcadero West                   | Сан-Франциско |      | 123,0                          | 34               | 1989                    | Вместе с шестью другими зданиями образует комплекс Embarcadero Center. Кроме данного небоскрёба, ещё четыре здания этого комплекса имеют высоту более 120 метров и включены в данный список под номерами 25, 26 и 85 (два здания).                                                                  |
| 93    | Башня Банка США                    | Сакраменто    |      | 122,6                          | 25               | 2008                    | |
| 94    | 100 Van Ness Avenue                | Сан-Франциско |      | 121,9                          | 29               | 1974                    | Также известно под названием California Automobile Association Building. |

## Хронология
Хронология самых высоких зданий Калифорнии
| Годы               | Название                         | Город         | Фото | Высота без шпилей и антенн, м. | Надземных этажей | Комментарии, примечания, ссылки |
| ------------------ | -------------------------------- | ------------- | ---- | ------------------------------ | ---------------- | --- |
| 1853—1854          | Montgomery Block                 | Сан-Франциско |      | 14,9                           | 4                | Первое огнеупорное здание Сан-Франциско. |
| 1854—1874          | Старый собор Святой Марии        | Сан-Франциско |      | 27,1                           | —                | |
| 1874—1889          | Капитолий штата Калифорния       | Сакраменто    |      | 64,0                           | 6                | |
| 1889—1898          | Ritz-Carlton Club and Residences | Сан-Франциско |      | 66,1 (ныне — 95,1)             | 10 (ныне — 24)   | Также известно под названием de Young Building, ранее известно под названием Old Chronicle Building, при постройке и первые десятилетия носило название Chronicle Building. |
| 1898—1922          | Центральная Башня                | Сан-Франциско |      | 96,0 (ныне — 90,8)             | 15 (ныне — 21)   | Ранее известно под названием Spreckels Building, при постройке и первые десятилетия носило название Call Building. После реставрации 1938 года высота здания уменьшилась более чем на пять метров, а количество этажей увеличилось на шесть путём демонтажа огромного купола на крыше.              |
| 1922—1925          | 225 Bush Street                  | Сан-Франциско |      | 100,0                          | 22               | Ранее известно под названием Chevron Building, при постройке и первые годы носило название Standard Oil Building. |
| 1925—1928          | 140 New Montgomery               | Сан-Франциско |      | 132,7                          | 26               | Также известно под названием PacBell Building, при постройке и первые годы носило название Pacific Telephone Building. |
| 1928—1964          | Ратуша Лос-Анджелеса             | Лос-Анджелес  |      | 138,4                          | 27               | Самое высокое здание в мире с сейсмической изоляцией. |
| 1964—1967          | 650 California Street            | Сан-Франциско |      | 142,0                          | 34               | При постройке и первые годы носило название Hartford Building. |
| 1967—1969          | 44 Montgomery                    | Сан-Франциско |      | 172,2                          | 43               | |
| 1969—1972          | 555 California Street            | Сан-Франциско |      | 237,4                          | 52               | Ныне 60-е по высоте здание в США, самое высокое здание не только Калифорнии, но и всего Западного побережья с 1969 по 1972 год. С 1969 по 2005 год было известно как «Здание Банка Америки». |
| 1972—1973          | Трансамерика                     | Сан-Франциско |      | 260,0                          | 48               | Самое высокое здание Сан-Франциско с 1972 года по настоящее время, 35-е по высоте здание в США, 190-е по высоте в мире, самое высокое здание Западного побережья с 1972 по 1974 год. Также известно как «Шпиль».                                                                                    |
| 1973—1989          | Аон-центр                        | Лос-Анджелес  |      | 261,5                          | 62               | Ныне 34-е по высоте здание в США, 180-е по высоте в мире, самое высокое здание западнее Миссисипи с 1973 по 1982 год. Также известно как 707 Wilshire Tower. |
| 1989 — наст. время | Башня Банка США                  | Лос-Анджелес  |      | 310,3                          | 73               | Самое высокое здание Лос-Анджелеса и Калифорнии с 1989 года, 12-е по высоте в США, 70-е по высоте в мире, самое высокое здание Западного побережья, самое высокое здание с вертолётной площадкой (англ. helipad) на крыше. Ранее известно как «Библиотечная башня» и First Interstate World Center. |